# Chronos (videogioco 1987)
Chronos è un videogioco sparatutto a scorrimento spaziale pubblicato nel 1987 per Amstrad CPC e ZX Spectrum dalla Mastertronic.
Solo nella schermata del menù principale su Spectrum viene usato il titolo Chronos: A Tapestry of Time (lett. "un arazzo del tempo").
Si tratta di uno sparatutto semplice e tradizionale, venduto a basso costo, che venne spesso considerato simile al classico Scramble, sebbene in Chronos non ci sia la possibilità di bombardare a terra.

## Trama
La premessa, che come il manuale stesso dice scherzosamente ha ben poco a che fare con il gioco, è che Chronos, una delle sette divinità, al principio dell'universo creò la razza dei Tessitori della Dimensione Mistica, ma fu da essi tradito e imprigionato in un'altra dimensione temporale. La navicella protagonista si fa strada combattendo diversi tipi di esseri per raggiungere la caverna di Chronos e liberarlo.

## Modalità di gioco
Chronos ha visuale di lato a scorrimento orizzontale costante verso destra. Il giocatore pilota una navicella spaziale che si può muovere in tutte le direzioni, restando rivolta verso destra e sparando raggi laser illimitati, con l'aspetto di sottili trattini, verso destra.
L'area di gioco è monocromatica, anche sull'Amstrad CPC che potrebbe avere migliori capacità di colore.
Lo sfondo è lo spazio, mentre in primo piano ci sono strutture artificiali o rocciose, che possono essere a terra o anche sul soffitto o sospese nel vuoto a formare cunicoli. Occasionalmente può esserci anche qualche vicolo cieco da non imboccare.
Ci sono in tutto 6 livelli che differiscono nella conformazione dello scenario e nei due colori di sfondo e di primo piano.
I nemici sono vari tipi di oggetti volanti, come sfere, razzi, e simboli di yin e yang rotanti. Ci sono inoltre oggetti fissi e distruttibili: blocchi e barriere energetiche che ostruiscono il passaggio, e cannoni che sparano verso l'alto.
Lo scontro con un nemico o con le strutture dello scenario causa la perdita di una vita.
Si possono incontrare nell'ordine di scrittura le lettere della parola BONUS, da raccogliere per ottenere extra di punteggio sempre maggiori.

## Accoglienza
Chronos venne visto dalla stampa di settore europea come un gioco ordinario, economico e con poche pretese. Spesso venne evidenziata la sua scarsa originalità. I giudizi complessivi furono perlopiù mediocri o medi. Tuttavia ci furono anche due riviste con pareri piuttosto favorevoli, Your Sinclair 19 (voto 8/10 su ZX Spectrum) e Computer Gamer 27 (77% su Amstrad CPC).